# Bisfosfogliceratna mutaza
Bisfosfogliceratna mutaza (EC 5.4.2.4, difosfogliceratna mutaza, gliceratna fosfomutaza, bisfosfogliceratna sintaza, bisfosfogliceromutaza, bifosfogliceratna sintaza, difosfoglicerna mutaza, 2,3-difosfogliceratna mutaza, fosfogliceromutaza, 2,3-difosfogliceratna sintaza, DPGM, 2,3-bisfosfogliceratna mutaza, BPGM, difosfogliceromutaza, 2,3-difosfogliceromutaza) je enzim sa sistematskim imenom 3-fosfo-D-glicerat 1,2-fosfomutaza. Ovaj enzim katalizuje sledeću hemijsku reakciju
3-fosfo-D-gliceroil fosfat {\displaystyle \rightleftharpoons } 2,3-bisfosfo-D-glicerat
Ovaj enzim se fosforiliše 3-fosfogliceroil fosfatom.

## Literatura
- Nicholas C. Price; Lewis Stevens (1999). Fundamentals of Enzymology: The Cell and Molecular Biology of Catalytic Proteins (Third изд.). USA: Oxford University Press. ISBN 019850229X.
- Eric J. Toone (2006). Advances in Enzymology and Related Areas of Molecular Biology, Protein Evolution (Volume 75 изд.). Wiley-Interscience. ISBN 0471205036.
- Branden C; Tooze J. Introduction to Protein Structure. New York, NY: Garland Publishing. ISBN 0-8153-2305-0.
- Irwin H. Segel. Enzyme Kinetics: Behavior and Analysis of Rapid Equilibrium and Steady-State Enzyme Systems (Book 44 изд.). Wiley Classics Library. ISBN 0471303097.
- Ray, W.J., Jr. & Peck, E.J., Jr. (1972). „Phosphomutases”.  Ур.: Boyer, P.D. The Enzymes. 6 (3rd изд.). стр. 407—477.

## Spoljašnje veze
- Bisphosphoglycerate+mutase на 